# Albert E. Smith

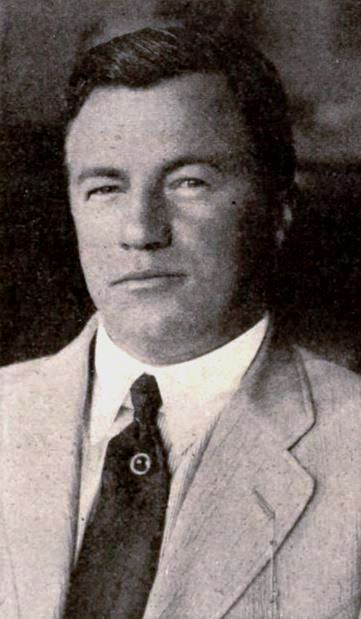
Albert E. Smith (1919)

Albert Edward Smith (* 4. Juni 1875 in Faversham, Kent, Vereinigtes Königreich; † 1. August 1958 in Hollywood, Kalifornien) war ein Pionier der US-amerikanischen Filmindustrie. Smith war Bühnenkünstler, Regisseur und Filmproduzent und eingebürgerter Amerikaner. Für seine Pionierarbeit betreffend Film wurde er 1948 mit einem Ehrenoscar geehrt.

## Biografie
Smith, der später zu einem wegweisenden Filmproduzenten werden sollte, war der Sohn eines Gärtners und hatte sieben Brüder und eine Schwester. Als er drei Jahre alt war, wanderte die gesamte Familie in die Vereinigten Staaten aus und ließ sich in Santa Barbara in Kalifornien nieder. Bevor Smith jedoch ins Filmgeschäft einstieg, kämpfte er in der britischen Armee im Burenkrieg in Südafrika und war Mitglied von Theodore Roosevelts Rough Riders in der Schlacht von San Juan Hill im Spanisch-Amerikanischen Krieg von 1898.
Nachdem Smith ein wenig experimentiert hatte im Hinblick darauf, welchen Berufsweg er einschlagen solle, startete er unter dem Namen „The King of Entertainers“ als Illusionist. Schließlich schloss er sich mit einem anderen Auswanderer zusammen, dem Briten James Stuart Blackton, zusammen traten sie auf der Straße auf. Zwar war das Duo erfolgreich, aber nicht in dem Maße, wie beide sich das vorgestellt hatten. Die Männer sahen jedoch ein großes Potential im gerade aufkeimenden Filmgeschäft. Sie taten sich mit William T. Rock und Ronald A. Reader zusammen und gründeten die American Vitagraph Company, 1900 umbenannt in Vitagraph Company of America, um Filme zu produzieren und zu vertreiben. Während Blackton der Kopf der Produktionen war und sich um die Besetzung, das Drehbuch, die Produktion und die Regie kümmerte und auch weitere Funktionen abdeckte, konzentrierte sich Smith vorwiegend auf die finanziellen Aspekte, brachte sich jedoch auch beim Prozess der Filmherstellung ein. Smiths Fähigkeiten hinsichtlich des Finanzmanagements von Vitagraph waren überdurchschnittlich und wiesen ihn als versierten Unternehmer aus, wobei einige ihn sogar als rücksichtslos beschrieben. So machte Mary Pickford einmal eine Erfahrung mit Smith, die sie dazu brachte, während Vertragsverhandlungen den Raum zu verlassen. Smiths Weitsicht und sein geschäftlicher Scharfsinn trugen jedoch dazu bei, dass die Vitagraph das führende Filmstudio in der frühen Zeit des Films wurde. Daran änderte auch nichts, dass die Vitagraph von Edisons Firma in einen Rechtsstreit betreffend Patentverletzung und Verletzung des Urheberrechts hineingezogen wurden, der jedoch gütlich geregelt werden konnte.
Insgesamt produzierte die Vitagraph, deren erster Film 1898 entstand und den Titel The Burglar on the Roof trägt, 2.534 Filme, darunter Erstverfilmungen diverser Dramen von William Shakespeare. Für ihre Produktionen konnten bekannte Schauspieler wie Florence Turner, Maurice Costello, Clara Kimball Young, John Bunny und Flora Finch gewonnen werden. Bunny und Finch drehten mehr als 100 komödiantische Filme für die Vitagraph und wurden bekannt als die „Bunnyfinches“. Viele dachten seinerzeit, dass beide auch privat ein Paar seien, in Wahrheit verband sie eher eine Art Hassliebe.
William T. Rock verstarb 1916 und Blackton verließ Vitagraph 1917, um sich selbstständig zu machen. Das Filmstudio büßte seine Macht und seinen Status, den es einmal hatte, zunehmend ein und wurde 1925 an Warner Bros. verkauft. Smith zog sich weitgehend vom Filmgeschäft zurück und widmete sich seiner Lieblingsbeschäftigung, dem Segeln, zudem verfasste er eine Autobiografie.
Smith war dreimal verheiratet; in erster Ehe von 1897 bis 1912 mit Mary May; die Ehe wurde geschieden. In zweiter Ehe war er von 1913 bis 1920, ihrem Todesjahr, mit der Schauspielerin Hazel Neason verheiratet. Seine letzte Ehe ging er im Dezember 1920 mit Jean Paige, ebenfalls Schauspielerin, ein. Sie dauerte bis zu seinem Tod im August 1958. Aus der Ehe gingen sechs Kinder hervor. Smith ruht auf dem Forest Lawn Friedhof.

## Auszeichnung
Smith wurde auf der Oscarverleihung 1948 ebenso wie William Nicholas Selig, George K. Spoor und Thomas Armat mit einem Ehrenoscar ausgezeichnet „als Pionier, dessen Glaube an ein neues Medium und dessen Beiträge zu seiner Entwicklung den Weg bereiteten, den der Film seitdem beschritten hat“ („One of the small group of pioneers whose belief in a new medium, and whose contributions to its development, blazed the trail along which the motion picture has progressed, in their lifetime, from obscurity to world-wide acclaim.“).

## Filmografie (Auswahl)
- 1898: The Burglar on the Roof
- 1898: Tearing Down the Spanish Flag (Kriegs-Kurzfilm, an der Kamera + Produzent)
- 1898: Vanishing Lady (Kurzfilm, als Schauspieler + Regisseur)
- 1898: The Fleet Steaming Up North River (Kurzfilm, an der Kamera)
- 1898: Astor Battery on Parade (Dokumentarkurzfilm, an der Kamera)
- 1898: Shamrock and Columbia Yacht Race: First Race (Kurzfilm, Regie, Produzent)
- 1898: Little Mischief (Kurzfilm, Produzent)
- 1898: ‘Shamrock’ and ‘Erin’ Sailing (Kurzfilm, Produzent)
- 1900: Panoramic View of Tremont Hotel, Galveston (Dokumentarkurzfilm, an der Kamera)
- 1900: The Clown and the Alchemist (Kurzfilm, Regie)
- 1900: The Enchanted Drawing (Kurzfilm, an der Kamera + Produzent)
- 1900: Searching Ruins on Broadway, Galveston, for Dead Bodies (Dokumentarkurzfilm, Regie)
- 1900: Hooligan Assists the Magician (Kurzfilm, Produzent)
- 1901: Hooligan Visits Central Park (Kurzfilm, an der Kamera, Regie)
- 1901: Mysterious Cafe, or Mr. and Mrs. Spoopendyke Have Troubles with a Waiter (Kurzfilm, Produzent)
- 1907: Oliver Twist (Kurzfilm, an der Kamera)
- 1912: A Vitagraph Romance (Kurzfilm, als Schauspieler)
- 1907: Das Spukhotel (The Haunted Hotel, an der Kamera)
- 1908: Humpty Dumpty Circus (Kurzfilm, Regie)
- 1915: The Wheels of Justice (als Moderator)
- 1917: The Marriage Speculation (Autor)
- 1918: Cavanaugh of the Forest Rangers (Produzent)
- 1918: Das geheimnisvolle Dokument (Huns and Hyphens, Produzent)
- 1919: Jimmy Aubrey als Stierkämpfer (Tootsies and Tamales, Produzent)
- 1920: Hidden Dangers (Autor)
- 1921: Black Beauty (als Produzent)
- 1921: Larry Semon als Polizeiinspektor (The Fall Guy, Kurzfilm, Produzent)
- 1922: The Little Minister (als Moderator)
- 1922: The Ninety and Nine (als Moderator)
- 1923: No Wedding Bells (Kurzfilm, als Moderator)
- 1923: Smashing Barriers (Autor)
- 1923: The Man from Brodney’s (als Moderator)
- 1924: Captain Blood (Regie + Moderator)
- 1925: The Redeeming Sin (als Moderator)
- 1925: The Happy Warrior (als Moderator)
- 1927: Two to One (Kurzfilm, Produzent)
- 1933: The Film Parade (Teilnehmer „Battle of Manila Bay“)